# 갑사 (군사)
갑사(甲士)는 조선시대에 존재한 직업 군인 제도를 말한다. 간단한 시험을 거쳐 선발하였으며, 근무 기간에 따라 품계와 녹봉을 받았다. 의흥위(義興衛)에 소속되었으며 5위의 중심 병력을 이루는 직업적인 군인으로서 무예 시험을 거쳐서 선발된 정예 부대였다. 갑사는 원래 서울에 올라와 숙위(宿衛)를 담당하는 기간 병력이었으나, 뒤에 평안도·함경도에서 변경의 수비를 담당하는 양계갑사(兩界甲士), 호랑이를 잡기 위한 착호갑사(捉虎甲士)가 생겨났다.
투구, 갑옷에 각종 무기로 무장한 정예병이었다. 《경국대전》 반포 무렵인 성종 때 정원은 14,800명 정도였다. 서울에 주둔한 경갑사(京甲士), 국경지대인 평안도와 함경도에 주둔한 양계갑사(兩界甲士), 말을 타는 기갑사(騎甲士), 식인 호랑이 퇴치를 위한 착호갑사가 있었다. 갑사 채용은 취재(取材)라 했으며, 취재는 장교를 뽑기 위한 무과와 달리 무예만 보았지 병법 등은 보지 않았다. 경갑사 복무를 마치고 임관하면 거관법에 따라 종4품을 받았으며, 조선 중기 권신으로 유명한 유자광도 이런 갑사 출신이었다. 갑사는 본래 지배계층 자제들 중에서 주로 뽑았고, 말이나 군장을 직접 준비해야 하는 등 애초에 본인 부담이 컸다. 그러나 지배층의 군역기피와 문반 선호로 인해 갑사 정원을 채우기는 어려워졌고, 경제력이 미치지 못하는 상민들의 입대도 허용하다 보니 질의 저하로 이어졌다. 갑사는 부실화된 상태로 임진왜란을 맞았고, 임진왜란 이후 오위제가 속오법으로 전환되는 와중 17세기가 되면서 완전히 소멸했다.

## 같이 보기
- 잡색군
- 봉족